# Курицын, Афанасий Фёдорович
Афанасий Фёдорович Курицын — государственный деятель и дипломат при Великом московском князе Василии III и его сыне Иване IV.
Сын думного посольского дьяка Фёдора Васильевича Курицына.

## Служба у Василия III
В 1524 году упоминается в свите Василия III во время похода на Казань. В 1529 году получил чин дьяка и был одним из близких придворных Василия III. Участвовал в дипломатических переговорах с Литвой и Казанским ханством. В 1524 и 1532 году возглавлял посольства в Казань, возводя на престол Джан-Али. С 1531 года — разрядный дьяк. В феврале 1531 года доставлял из Тулы в Москву опальных И.Воротынского, И. Овчину-Телепнева-Оболенского, И. Латского. В 1533 году участвовал в совещаниях у постели умирающего Василия III.

## Служба при Иване Грозном
Был в составе регентского совета при малолетнем царе. В 1534 году проверял иммунитетные грамоты. В 1535 году во время русско-литовской войны доставил приказ Михаилу Васильевичу Горбатому и другим воеводам. С 1538 года в опале. После 1540 года не упоминается.